# Любимівка (Кореневський район)
Любимівка (рос. Любимовка) — село в Кореневському районі Курської області Російської Федерації.
Населення становить 560 осіб. Входить до складу муніципального утворення Любимовська сільрада.
Знаходиться на берегах річки Снагість.

## Історія
Населений пункт розташований на території українського етнічного та культурного краю Східна Слобожанщина.
Від 2004 року входить до складу муніципального утворення Любимовська сільрада. 7 серпня 2024 ЗСУ взяли під контроль село.

## Населення
| 2002 | 2010 |
| ---- | ---- |
| 747  | ↘560 |